# 田村藤夫
田村 藤夫（たむら ふじお、1959年10月24日 - ）は、千葉県習志野市出身の元プロ野球選手（捕手）・コーチ、解説者・評論家。

## 経歴
関東第一高校では、エースとして2年次の1976年に秋季東京大会で準決勝に進むが、弓田鋭彦（早大 - 日本石油）・谷田部和彦（早大 - 拓銀）・川又米利らを擁する早実に敗れる。3年次の1977年には捕手へ転向し、夏の全国選手権東東京大会でも準々決勝へ進出するが、またも早実に大敗したため甲子園出場には届かなかった。同年のドラフト6位で日本ハムファイターズに入団。

### 日本ハム時代
プロ入り後、加藤俊夫・大宮龍男の存在で二軍（イースタン・リーグ）暮らしやブルペン生活が続いた。
1980年には球団が業務提携していたニューヨーク・ヤンキース傘下のA級に留学。
1981年には初めて一軍の春季キャンプに参加したものの、オープン戦の途中に二軍落ち。9月27日の対阪急ブレーブス戦（西宮球場）で途中ながら初出場を果たし、福本豊の盗塁を制している。
1982年には、大宮が死球禍で一時離脱したことによって出場機会を増やし、37試合の出場ながら打率.308を記録。その後も徐々に出場機会を増やしていき、控え捕手として一軍に定着。
1986年には大宮から正捕手の座を奪うと、打撃でも巧みな右打ちが光り、最初は7番打者でスタートしたが一時は5番にも座る。7月まで打率3割をキープするも疲れもあってか後半は失速するが、オールスター初出場と自身唯一の全試合出場を果たし、初の規定打席到達で打率.274（リーグ24位）、自己最高の19本塁打を記録。同年は盗塁阻止率.427を記録し、伊東勤の.345を上回って以降、盗塁阻止率では5年連続で伊東を凌駕している。
1987年は自己最多の60打点と自己最高の打率.275（リーグ11位）を記録。
1988年は打撃こそ失速したものの、自己最高の盗塁阻止率.465を記録。同年の日米野球では、59回連続無失点を記録中であったオーレル・ハーシュハイザーから11月5日の第1戦（東京ドーム）で本塁打を放つ。
1989年には横浜大洋ホエールズから若菜嘉晴が移籍してきたが、正捕手の座を守った。同年10月1日の福岡ダイエーホークス戦（平和台球場）で史上41人目のサイクル安打を達成。
1990年4月25日の近鉄バファローズ戦（東京ドーム）では柴田保光のノーヒットノーランをアシスト。
1993年シーズンには自身初タイトルのベストナインとゴールデングラブ賞を獲得したほか、金石昭人との最優秀バッテリー賞も受賞。同年のシーズンオフに「田村がFAするかもしれない」という噂が流れ、読売ジャイアンツ長嶋茂雄監督からもラブコールを貰ったが、年俸9000万・功労金2000万という条件で球団に残留。
1995年は盗塁阻止率.390とリーグ二位の記録をしたものの打撃成績では自己ワーストとなり田口昌徳の台頭や、近鉄から移籍してきた山下和彦の活躍で9年ぶりに100試合を割る。それでも7月5日の西武ライオンズ戦（東京ドーム）では西崎幸広のノーヒットノーランをアシストしたが、同年のシーズンオフに日本ハムから戦力外通告を受け、金銭トレードで千葉ロッテマリーンズへ移籍。

### ロッテ時代
1996年は定詰雅彦から正捕手の座を奪って95試合に出場。しかし同年シーズンオフにFA権を行使してわずか1年で退団。ロッテ球団初のFA移籍選手となった。

### ダイエー時代
1997年、FA権を行使してダイエーに入団。既に一線で活躍する選手としての能力は衰えていたが、「城島健司に手本を見せてやってくれ」という、ダイエーの一軍バッテリーコーチであった若菜の懇願で移籍。
1997年は城島の指導役として貢献し、城島も「田村さんからは実戦で学ぶことが多かった」と述べている。試合終盤のリリーフ捕手的な役割を中心に22試合に出場した。
1998年は一軍出場がなく、同シーズン限りで現役を引退。

### 引退後
引退後の翌1999年、ダイエーの2軍バッテリーコーチを務めた。
2000年に同年から監督に就任した大島の要請で、古巣・日本ハムに一軍バッテリーコーチとして5年ぶりに復帰。
2004年からは投手コーチを兼任。
2006年は現場を離れてスコアラーへ転身。25年ぶりのリーグ優勝と44年ぶりの日本一に貢献し、同年限りで退団した。
2007年からは中日ドラゴンズ一軍捕手コーチに就任し、2度のリーグ優勝と2007年の日本一に貢献。
2011年退団。
2012年には阪神タイガース二軍バッテリーコーチに就任したが、1年で辞任。
2013年からはソフトバンク一軍バッテリーコーチに就任。
2014年のリーグ優勝と日本一に貢献。
2015年から2016年には二軍バッテリーコーチを務めた。
2017年からは中日に一軍バッテリーコーチとして7年ぶりに復帰するが、2年連続5位に低迷して正捕手を固定できなかった。
2019年退任。
2020年からは日刊スポーツ評論家として活動している。

## 選手としての特徴
日本ハム時代に同僚であった大島康徳は田村を「キャッチャーとしての技術は超一流でした」と評価している。武田一浩は「本当に上手い捕手」として田村を挙げている。当時のパ・リーグには球界を代表する捕手だった伊東の存在があったため、ベストナインやゴールデングラブ賞といったタイトル獲得はかなり少なかった。オールスターの選出に関しては捕手枠が2 - 3名のため、毎年おおむね田村、伊東で決まり、中嶋聡（オリックス）ら他チームの捕手の出番は少なかった。

## 詳細情報

### 年度別打撃成績
| 年 度     | 球 団     | 試 合 | 打 席 | 打 数 | 得 点 | 安 打 | 二 塁 打 | 三 塁 打 | 本 塁 打 | 塁 打 | 打 点 | 盗 塁 | 盗 塁 死 | 犠 打 | 犠 飛 | 四 球 | 敬 遠 | 死 球 | 三 振 | 併 殺 打 | 打 率 | 出 塁 率 | 長 打 率 | O P S |
| --------- | --------- | ----- | ----- | ----- | ----- | ----- | -------- | -------- | -------- | ----- | ----- | ----- | -------- | ----- | ----- | ----- | ----- | ----- | ----- | -------- | ----- | -------- | -------- | ----- |
| 1981      | 日本ハム  | 1     | 1     | 1     | 0     | 0     | 0        | 0        | 0        | 0     | 0     | 0     | 0        | 0     | 0     | 0     | 0     | 0     | 0     | 0        | .000  | .000     | .000     | .000  |
| 1982      | 日本ハム  | 37    | 85    | 78    | 9     | 24    | 7        | 1        | 1        | 36    | 10    | 0     | 1        | 1     | 0     | 6     | 0     | 0     | 6     | 1        | .308  | .357     | .462     | .819  |
| 1983      | 日本ハム  | 40    | 80    | 70    | 6     | 19    | 1        | 0        | 1        | 23    | 6     | 1     | 0        | 4     | 2     | 4     | 0     | 0     | 10    | 2        | .271  | .303     | .329     | .631  |
| 1984      | 日本ハム  | 77    | 215   | 191   | 24    | 52    | 10       | 1        | 6        | 82    | 26    | 0     | 1        | 3     | 1     | 17    | 0     | 3     | 18    | 6        | .272  | .340     | .429     | .769  |
| 1985      | 日本ハム  | 104   | 386   | 336   | 45    | 96    | 10       | 0        | 9        | 133   | 45    | 0     | 2        | 7     | 2     | 36    | 2     | 5     | 52    | 7        | .286  | .361     | .396     | .757  |
| 1986      | 日本ハム  | 130   | 516   | 468   | 53    | 128   | 20       | 0        | 19       | 205   | 56    | 4     | 0        | 5     | 5     | 34    | 1     | 4     | 78    | 11       | .274  | .325     | .438     | .763  |
| 1987      | 日本ハム  | 125   | 498   | 454   | 49    | 125   | 16       | 1        | 12       | 179   | 60    | 5     | 2        | 5     | 0     | 37    | 2     | 2     | 70    | 20       | .275  | .333     | .394     | .727  |
| 1988      | 日本ハム  | 129   | 501   | 456   | 42    | 113   | 18       | 2        | 10       | 165   | 35    | 4     | 3        | 7     | 5     | 30    | 1     | 3     | 79    | 15       | .248  | .296     | .362     | .657  |
| 1989      | 日本ハム  | 123   | 408   | 366   | 35    | 91    | 23       | 2        | 11       | 151   | 45    | 5     | 7        | 10    | 1     | 28    | 1     | 3     | 73    | 5        | .249  | .307     | .413     | .719  |
| 1990      | 日本ハム  | 106   | 327   | 279   | 36    | 68    | 14       | 2        | 9        | 113   | 33    | 3     | 2        | 9     | 1     | 35    | 0     | 3     | 54    | 7        | .244  | .333     | .405     | .738  |
| 1991      | 日本ハム  | 122   | 386   | 334   | 36    | 82    | 11       | 2        | 11       | 130   | 38    | 4     | 1        | 15    | 3     | 32    | 1     | 2     | 56    | 6        | .246  | .313     | .389     | .702  |
| 1992      | 日本ハム  | 116   | 413   | 345   | 36    | 84    | 11       | 1        | 9        | 124   | 35    | 0     | 1        | 19    | 2     | 47    | 1     | 0     | 72    | 10       | .243  | .332     | .359     | .692  |
| 1993      | 日本ハム  | 129   | 473   | 401   | 37    | 103   | 14       | 1        | 5        | 134   | 40    | 6     | 6        | 20    | 2     | 45    | 0     | 5     | 85    | 4        | .257  | .338     | .334     | .672  |
| 1994      | 日本ハム  | 116   | 386   | 323   | 30    | 75    | 12       | 3        | 5        | 108   | 38    | 3     | 2        | 15    | 5     | 43    | 0     | 0     | 77    | 6        | .232  | .318     | .334     | .652  |
| 1995      | 日本ハム  | 80    | 197   | 156   | 9     | 29    | 6        | 0        | 1        | 38    | 9     | 0     | 0        | 13    | 1     | 26    | 0     | 1     | 31    | 8        | .186  | .304     | .244     | .548  |
| 1996      | ロッテ    | 95    | 223   | 169   | 17    | 28    | 5        | 0        | 1        | 36    | 8     | 0     | 1        | 22    | 1     | 30    | 0     | 1     | 53    | 2        | .166  | .294     | .213     | .507  |
| 1997      | ダイエー  | 22    | 31    | 25    | 3     | 6     | 0        | 0        | 0        | 6     | 2     | 0     | 0        | 3     | 0     | 3     | 0     | 0     | 5     | 1        | .240  | .321     | .240     | .561  |
| NPB：17年 | NPB：17年 | 1552  | 5126  | 4452  | 467   | 1123  | 178      | 16       | 110      | 1663  | 486   | 35    | 29       | 158   | 31    | 453   | 9     | 32    | 819   | 111      | .252  | .324     | .374     | .697  |

- 各年度の太字はリーグ最高

### 年度別守備成績
| 年 度 | 球 団    | 捕手  | 捕手     | 捕手     | 捕手     | 捕手     | 捕手 |
| 年 度 | 球 団    | 試 合 | 企 図 数 | 許 盗 塁 | 盗 塁 刺 | 阻 止 率 |      |
| ----- | -------- | ----- | -------- | -------- | -------- | -------- | ---- |
| 1981  | 日本ハム | 1     | 1        | 0        | 1        | 1.000    |      |
| 1982  | 日本ハム | 36    | 23       | 16       | 7        | .304     |      |
| 1983  | 日本ハム | 38    | 19       | 12       | 7        | .368     |      |
| 1984  | 日本ハム | 71    | 76       | 52       | 24       | .316     |      |
| 1985  | 日本ハム | 101   | 91       | 60       | 31       | .341     |      |
| 1986  | 日本ハム | 128   | 82       | 47       | 35       | .427     |      |
| 1987  | 日本ハム | 124   | 103      | 66       | 37       | .359     |      |
| 1988  | 日本ハム | 129   | 86       | 46       | 40       | .465     |      |
| 1989  | 日本ハム | 123   | 79       | 49       | 30       | .380     |      |
| 1990  | 日本ハム | 105   | 60       | 40       | 20       | .333     |      |
| 1991  | 日本ハム | 121   | 76       | 49       | 27       | .355     |      |
| 1992  | 日本ハム | 116   | 89       | 63       | 26       | .292     |      |
| 1993  | 日本ハム | 129   | 99       | 65       | 34       | .343     |      |
| 1994  | 日本ハム | 114   | 70       | 52       | 18       | .257     |      |
| 1995  | 日本ハム | 75    | 59       | 36       | 23       | .390     |      |
| 1996  | ロッテ   | 95    | 71       | 57       | 14       | .197     |      |
| 1997  | ダイエー | 21    | 11       | 10       | 1        | .091     |      |
| 通算  | 通算     | 1527  | 1095     | 720      | 375      | .342     |      |

- 各年度の太字はリーグ最高
- 太字年はゴールデングラブ賞の受賞

### 表彰
- ベストナイン：1回（捕手部門：1993年）
- ゴールデングラブ賞：1回（捕手部門：1993年）
- 最優秀バッテリー賞：1回（1993年 投手：金石昭人）
- 後楽園MVP：1回（1986年）

### 記録
初記録
- 初出場：1981年9月27日、対阪急ブレーブス後期13回戦（阪急西宮球場）、7回表に大宮龍男に代わり捕手として出場
- 初先発出場：1982年5月29日、対南海ホークス前期12回戦（大阪スタヂアム）、8番・捕手として先発出場
- 初安打：同上、4回表に藤田学から左翼線二塁打
- 初打点：1982年6月2日、対西武ライオンズ前期10回戦（後楽園球場）、2回裏に東尾修から逆転決勝2点適時打
- 初本塁打 1982年6月20日、対ロッテオリオンズ前期13回戦（川崎球場）、5回表に梅沢義勝からソロ
- 初盗塁：1983年8月28日、対南海ホークス18回戦（平和台球場）、1回表に二盗（投手：畠山準、捕手：岩木哲）

節目の記録
- 1000試合出場：1992年4月11日、対千葉ロッテマリーンズ2回戦（東京ドーム）、8番・捕手として先発出場 ※史上299人目
- 100本塁打：1993年7月1日、対千葉ロッテマリーンズ13回戦（千葉マリンスタジアム）、9回表に前田幸長から2ラン ※史上175人目
- 1000本安打：1994年4月30日、対福岡ダイエーホークス2回戦（東京ドーム）、9回裏に吉田豊彦から ※史上176人目
- 1500試合出場：1996年8月9日、対近鉄バファローズ16回戦（千葉マリンスタジアム）、9番・捕手として先発出場 ※史上117人目

その他の記録
- サイクル安打：1989年10月1日、対福岡ダイエーホークス25回戦（平和台球場） ※史上41人目
- オールスターゲーム出場：9回（1986年 - 1994年）

### 背番号
- 35（1978年 - 1981年）
- 22（1982年 - 1996年）
- 29（1997年 - 1998年）
- 75（1999年）
- 72（2000年 - 2005年、2007年 - 2011年、2017年 - ）
- 82（2012年）
- 86（2013年 - 2016年）

## 著書
- 「マスク越しに見たパ・リーグ最強の猛者たち」（2024年、ベースボール・マガジン社）ISBN 978-4583116648